# 新潟県道265号下折立浦佐停車場線

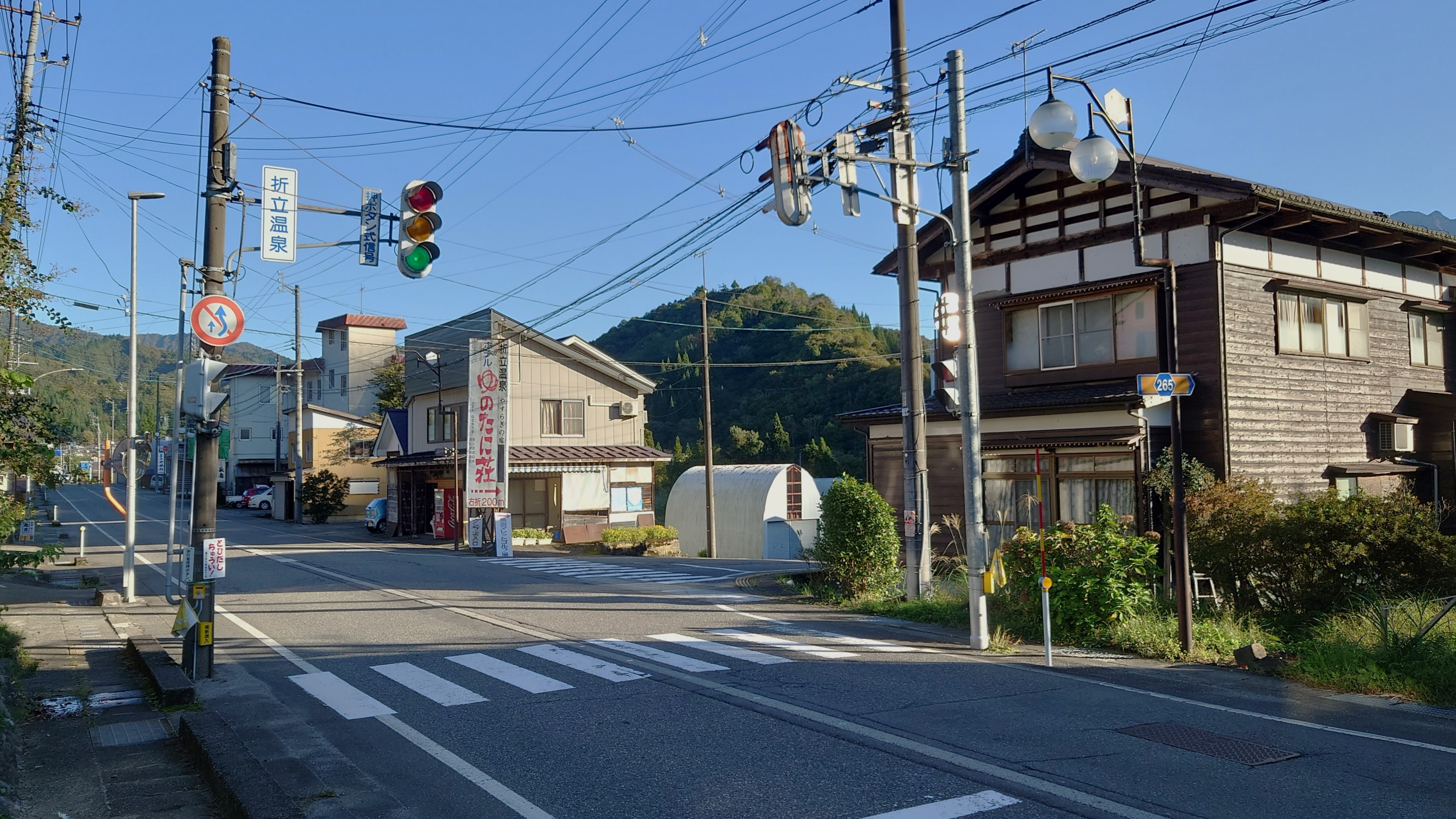
起点の折立温泉交差点

新潟県道265号下折立浦佐停車場線（にいがたけんどう265ごう しもおりたてうらさていしゃじょうせん）は、新潟県魚沼市から同県南魚沼市に至る一般県道である。

## 概要

### 路線データ
- 起点：新潟県魚沼市下折立字前田（国道352号・新潟県道50号小出奥只見線交点）
- 終点：浦佐停車場（新潟県南魚沼市浦佐字中島）

## 通過する自治体
- 新潟県
  - 魚沼市 - 南魚沼市

## 接続する道路
- 国道352号（樹海ライン）・新潟県道50号小出奥只見線（起点：折立交差点）（「国道352号」・「新潟県道50号小出奥只見線」重複区間）

この間冬季閉鎖区間あり（場所：魚沼市折立又新田地内、距離：4.1km、期間：12月上旬～6月上旬、迂回路：なし）
この間未開通区間あり（魚沼市折立又新田 - 南魚沼市荒山、迂回路：なし）
この間冬季閉鎖区間あり（場所：南魚沼市荒山地内、距離：4.4km、期間：12月上旬～5月下旬、迂回路：なし）
- 新潟県道234号桐沢麓五日町停車場線（南魚沼市桐沢字幅下）
- 国道291号（南魚沼市荒金 - 南魚沼市茗荷沢で重複）
- 関越自動車道（大和スマートIC、南魚沼市道[1]を介して接続）
- 国道17号（浦佐バイパス[2][3]）（南魚沼市浦佐）
- 新潟県道28号塩沢大和線・新潟県道573号雷土新田浦佐線（天王町交差点）
- 国道17号（三国街道）（浦佐交差点）
- 新潟県道363号市野江浦佐線（南魚沼市浦佐地内（「浦佐交差点」西方 - 「大和郵便局」西方）で重複）
- 南魚沼市道（終点：南魚沼市浦佐字中島、「浦佐駅」西口）

## 周辺
- JR上越新幹線・上越線 浦佐駅
- 関越自動車道 大和PA
- 南魚沼市立ゆきぐに大和病院
- 南魚沼市消防本部 南魚沼市消防署 大和分署
- 南魚沼市役所 大和庁舎（旧・大和町役場）
- 国際大学
- 北里大学保健衛生専門学院
- 新潟県立国際情報高等学校
- 南魚沼市立大和中学校
- 南魚沼市立赤石小学校
- 南魚沼市立浦佐小学校
- 新潟縣信用組合 大和町支店
- JAみなみ魚沼
  - 東支店
  - 浦佐支店
- 東郵便局
- 大和郵便局
- 天王町簡易郵便局
- キューピット大和
- 越後駒ヶ岳
- 魚野川
- 水無川
- 奥只見レクリェーション都市公園
  - （大湯地域）大湯公園
  - （浦佐地域）八色の森公園
- 湯之谷温泉郷
  - 折立温泉
  - 大湯温泉
- 大湯温泉スキー場
- 八海山麓スキー場
- 浦佐スキー場
- 武蔵山荘「星の小舎」 - 武蔵大学学外施設。越後駒ヶ岳登山のベースキャンプ。